# Michelin Rally Masters: Race of Champions
Michelin Rally Masters: Race of Champions es un videojuego de carreras desarrollado por Digital Illusions CE y publicado por Infogrames en 2000 para Microsoft Windows y PlayStation. Es un juego de rally con la marca del evento deportivo Race of Champions, y cuenta con 20 automóviles de rally con licencia.
Se estaba preparando una adaptación del juego para Nintendo 64, que se lanzaría como Test Drive Rally en el mercado norteamericano, pero el editor finalmente canceló el proyecto.

## Desarrollo
El juego fue anunciado el 18 de enero de 1999 y originalmente se tituló Rally Masters. El estudio sueco Digital Illusions fue responsable del desarrollo, el editor en el Reino Unido fue la empresa Gremlin Interactive, y el editor en Norteamérica no fue informado en ese momento. El equipo de desarrollo ya tenía experiencia en la construcción de simuladores de automóviles, lanzando Motorhead para PlayStation y Windows. Rally Masters fue desarrollado para consolas Nintendo 64 y PlayStation, así como para computadoras personales Windows y, según los desarrolladores, se suponía que incluiría un "grupo de autos" y varios modos. Para dar realismo, también se trabajaron las condiciones climáticas en cada una de las pistas presentadas en el juego.
El 16 de abril, hubo nueva información sobre Rally Masters, según la cual los jugadores deberían haber recibido 22 autos que cambian de color, corredores de rally reales, 51 pistas y cuatro modos de campeonato en el próximo juego. Además, el Rally Masters también se elaboró desde el lado técnico: el modo multijugador admitió hasta cuatro personas al mismo tiempo, el daño del vehículo se implementó en tiempo real, hubo reflejos dinámicos en los autos, así como el editor de campeonato. El 14 de mayo, Infogrames, que en ese momento adquirió Gremlin Interactive y Accolade, anunció el juego con su nuevo nombre, Test Drive Rally. Por lo tanto, se suponía que el simulador de automóvil era un derivado de la serie Test Drive. Infogrames informó que Test Drive Rally tiene un componente gráfico (por ejemplo, se muestra suciedad en los autos), hay diferentes tipos de superficies de carreteras y pistas en países del mundo real como Suecia, Inglaterra, Indonesia y Estados Unidos. También prometía seguimiento de carrera, personalización completa del vehículo y amplias opciones multijugador. El juego se mostró en el E3 de 1999.
Los desarrolladores prestaron mucha atención a la versión de Test Drive Rally para Nintendo 64. Se suponía que el juego era la primera y única parte de la serie para esta consola. Según los desarrolladores, "los juegos de carreras actuales en el N64 tienen ciertos inconvenientes" relacionados con la calidad de las texturas y las velocidades de cuadro. En Test Drive Rally, los creadores utilizaron un motor patentado que le permite procesar más texturas que en otros juegos en la consola, mientras mantiene una velocidad de cuadros estable, hasta aproximadamente 30 cuadros por segundo, usando todas las capacidades de hardware de la Nintendo 64. Cada coche del juego contiene más de 750 polígonos y cada pista contiene más de 60.000 polígonos. En el acompañamiento musical de Test Drive Rally, se planeó utilizar diez pistas interpretadas en los géneros metal y techno.
El juego estaba originalmente programado para su lanzamiento en octubre de 1999. Sin embargo, el 22 de octubre se informó que el lanzamiento de Test Drive Rally se había retrasado hasta la primavera de 2000. El 4 de febrero de 2000, Infogrames anunció la cancelación de Test Drive Rally. Se desconocen las razones exactas de la cancelación, pero los representantes de Infogrames dijeron que "resultó que la versión de Nintendo 64 no cumplía con nuestros estándares". Como resultado, Infogrames lanzó el juego Michelin Rally Masters: Race of Champions para PlayStation y Windows en el otoño de 2000, en el que se utilizaron muchos de los desarrollos de Test Drive Rally.